# 赛乌苏站
赛乌苏站是一个集二铁路上的铁路车站，位于中华人民共和国内蒙古自治区二连浩特市赛乌苏苏木，建于1954年，目前为四等站，仅办理货运业务：办理整车货物发到，不办理罐装危险货物发到。
2017年，二连浩特市协调呼和浩特铁路局多次召开专题会议，研究在赛乌苏增设特快列车停靠站事宜。2018年元旦前夕，T4202/4次特快列车的运行线路图增加停靠赛乌苏站，同时铁路部门还为驻内蒙古边防某部官兵预留了座位，无须提前购票，持本人有效身份证件先上车后补票。赛乌苏站是T4202/4次列车自2017年5月经停朱日和站后，又一次根据国防建设需要而增加停靠的站点。